# Aguilar de Campos (kommunhuvudort)
Aguilar de Campos är en kommunhuvudort i Spanien.   Den ligger i provinsen Provincia de Valladolid och regionen Kastilien och Leon, i den norra delen av landet, 210 km nordväst om huvudstaden Madrid. Aguilar de Campos ligger 766 meter över havet och antalet invånare är 327.
Terrängen runt Aguilar de Campos är platt, och sluttar västerut. Runt Aguilar de Campos är det mycket glesbefolkat, med 7 invånare per kvadratkilometer. Närmaste större samhälle är Medina de Ríoseco, 15,9 km sydost om Aguilar de Campos. Trakten runt Aguilar de Campos består till största delen av jordbruksmark.